# 國際馬術總會
國際馬術總會（法語：Fédération Équestre Internationale，FEI）是一個國際性的馬術體育組織。總部设于瑞士洛桑。現任主席為HRH Princess Haya Bint Al Hussein。目前共有134會員協會。

## 項目
以下7個項目為國際馬術總會所承認並定期舉辦賽事：
- 馬場馬術[1]
- 馬車競技[2][3]
- 馬術耐力賽[4]
- 三日賽[5]
- 西部馬術[6]
- 場地障礙賽[7]
- 馬背體操[8]

以下兩個項目是由區域總會管理：
- horseball
- 拔營釘

國際馬術總會並沒有管理與對於賽馬和馬球訂定規則，但在後一種情況下，它和國際馬總會已經簽署了一項諒解備忘錄。